# Terremoto de Lisboa de 1755
El terremoto de Lisboa de 1755, también llamado Gran Terremoto de Lisboa, tuvo lugar entre las 09:30 y las 09:40 horas del 1 de noviembre de 1755, se caracterizó por su gran duración, dividida en varias fases y por su violencia, causando la muerte de entre 60 000 y 100 000 personas. Los sismólogos estiman que la magnitud del terremoto de Lisboa habría sido de entre un 8.7 a 9.0 en la escala de magnitud de momento, con su epicentro en un punto del océano Atlántico a menos de 300 km de Lisboa.
El terremoto fue sucedido por un tsunami y un incendio que causaron la casi destrucción total de Lisboa. Este gran temblor acentuó las tensiones políticas en Portugal e interrumpió abruptamente las ambiciones imperiales de este país durante el siglo XVIII.
Es el primer terremoto cuyos efectos sobre un área grande fueron estudiados científicamente, por lo que marcó las bases de la sismología moderna. Además, el acontecimiento fue discutido extensamente por los filósofos ilustrados europeos, inspirando grandes debates especialmente en el campo de la teodicea.

## El terremoto
Lisboa ya había sido devastada anteriormente por otro desastre natural, el terremoto del 26 de enero de 1531, de una magnitud en torno a 8 en la escala de magnitud de momento. El de 1755 tuvo lugar la mañana del día de Todos los Santos, festivo nacional en Portugal y otros países católicos. Los informes contemporáneos indican que el terremoto duró entre tres minutos y medio y seis minutos, produciendo grietas gigantescas de cinco metros de ancho que se abrieron en el centro de la ciudad. Los supervivientes, huidos en pos de seguridad al espacio abierto que constituían los muelles, pudieron observar cómo el agua empezó a retroceder, revelando el lecho del mar cubierto de restos de carga caída al mar y los viejos naufragios. Cuarenta minutos después del terremoto, tres olas de entre 6 y 20 metros engulleron el puerto y la zona del centro, subiendo aguas arriba por el río Tajo. En las áreas no afectadas por el maremoto, los incendios surgieron rápidamente, iniciados en su mayor parte por las velas encendidas en recuerdo a los difuntos en las iglesias, y las llamas asolaron la ciudad durante cinco días.
De una población lisboeta de 275.000 habitantes, unas 90 000 personas murieron. Otras 10 000 murieron en Marruecos, mientras que en Ayamonte (Huelva, España) murieron más de 1000 personas, y se registraron víctimas y daños de consideración en más puntos del sur de España y de toda la península ibérica.
Aunque generalmente se le llama terremoto de Lisboa y fue en España y Portugal donde la sacudida alcanzó su mayor violencia, sus efectos se extendieron por la mayor parte de Europa, África y América. Se sintió en Groenlandia, las Antillas, Madeira, Noruega, Suecia, el Reino Unido e Irlanda. La conmoción fue casi tan violenta en África como en Europa. Gran parte de Argel fue destruida y, a corta distancia de Marruecos, una ciudad de ocho a diez mil habitantes desapareció. Una ola formidable barrió las costas de España y África, sumergiendo ciudades y causando inmensa desolación.

## Efectos

### En Portugal

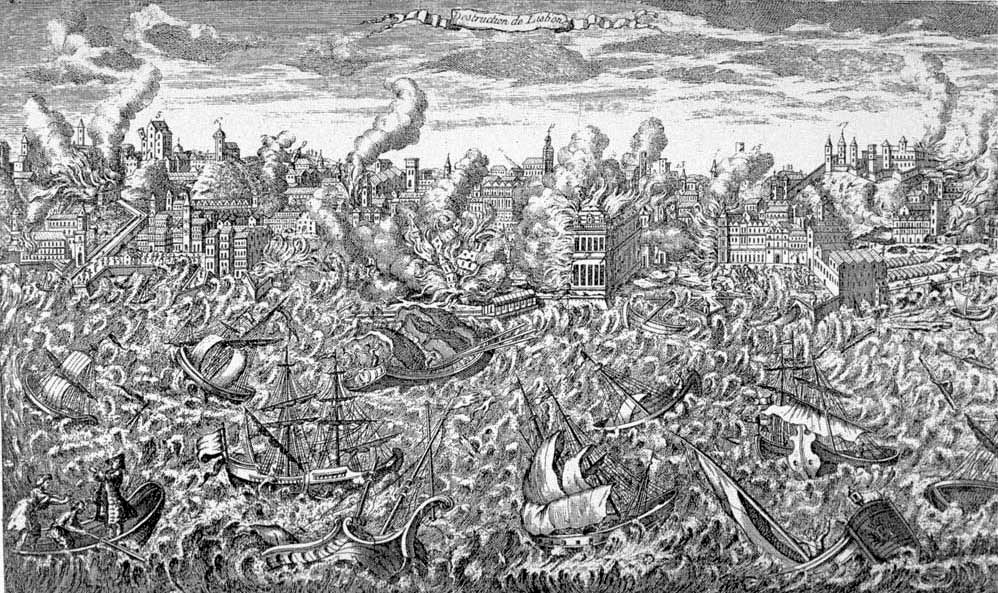
Grabado de 1755 mostrando las ruinas de la ciudad en llamas y un maremoto arrollando los barcos del puerto.

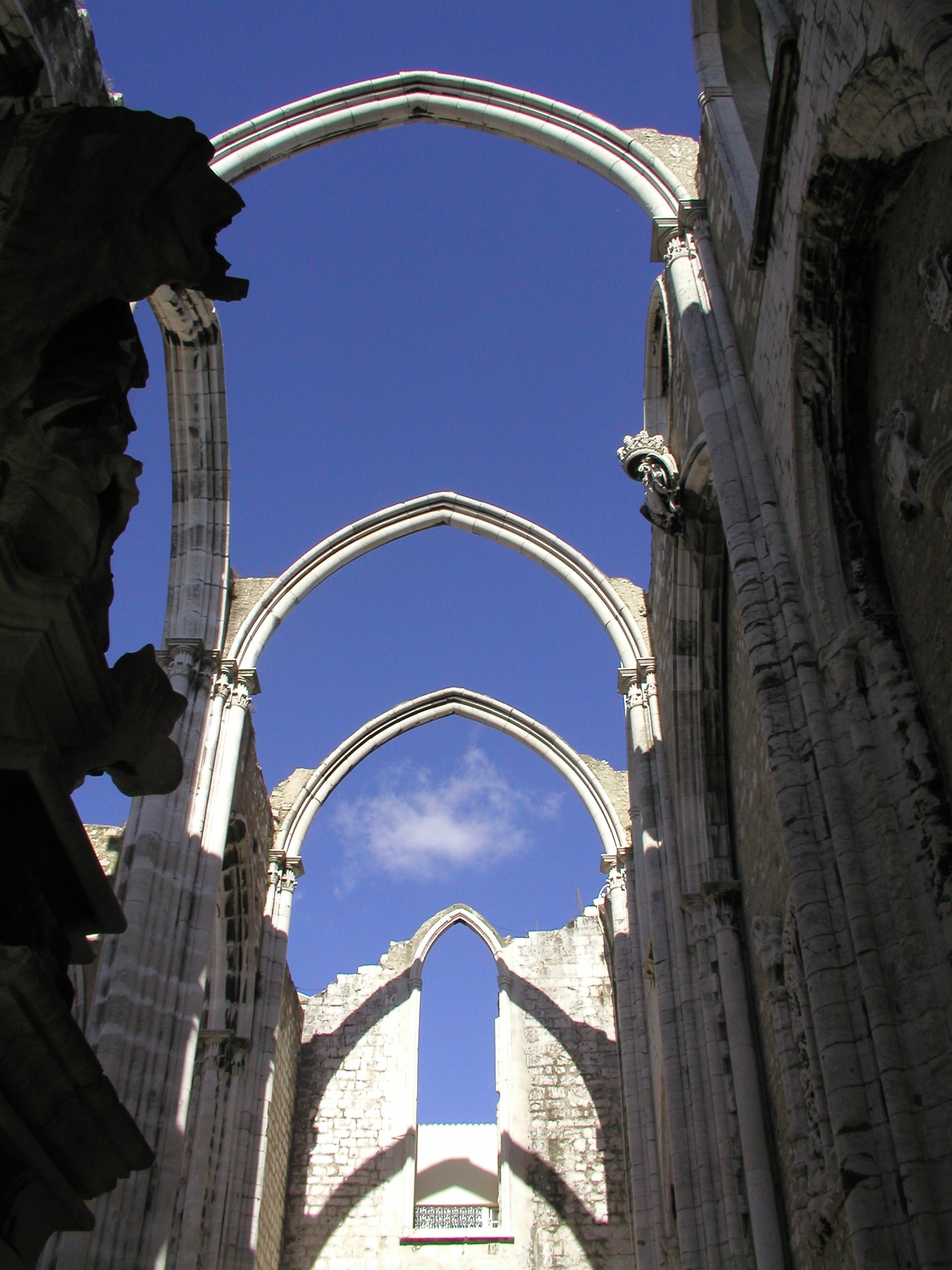
Ruinas del Convento do Carmo en Lisboa.

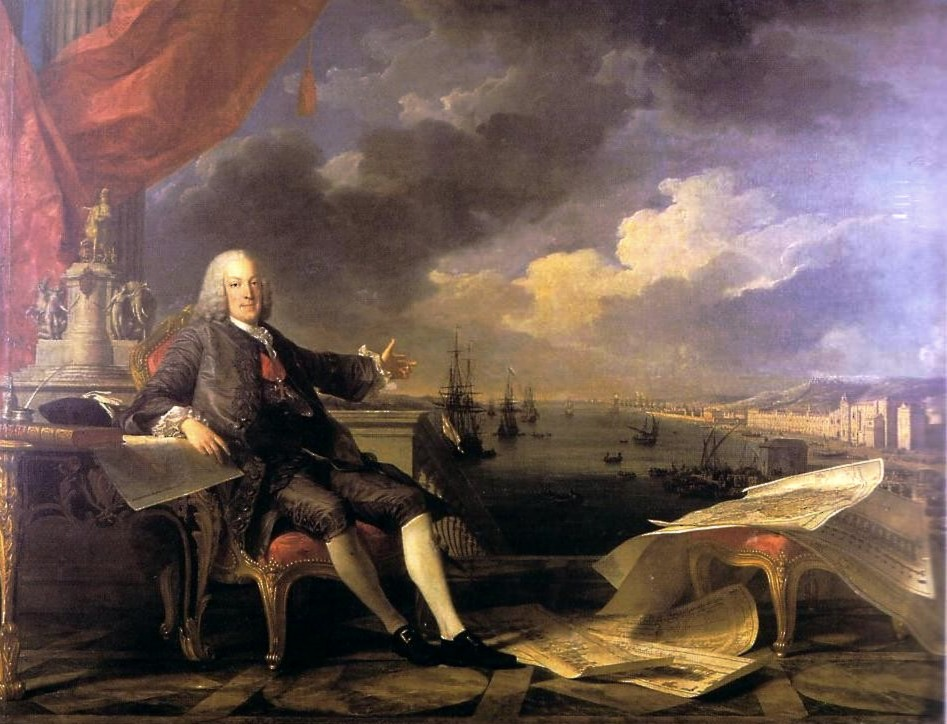
El Marqués de Pombal mostrando la reconstrucción de Lisboa por Louis-Michel van Loo, 1766.

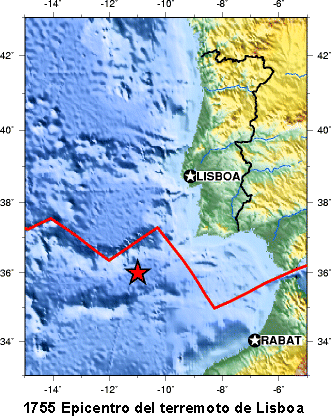
Epicentro estimado del terremoto.

#### Daños materiales
A causa de ser la festividad de Todos los Santos había numerosas lamparillas encendidas y eso provocó un voraz incendio ulterior. El ochenta y cinco por ciento (85 %) de los edificios de Lisboa resultaron destruidos, incluyendo palacios y famosas bibliotecas, así como la mayoría de los ejemplos de la arquitectura manuelina, distintiva del siglo XVI portugués. Varios edificios que habían sufrido pocos daños a causa del terremoto fueron destruidos posteriormente por el fuego. El recién estrenado Teatro de la Ópera (inaugurado solamente seis meses antes), resultó destruido por el fuego hasta sus cimientos. El Palacio Real, situado junto al río Tajo donde hoy se encuentra el Terreiro do Paço, fue destruido por los efectos sucesivos del terremoto y el maremoto, al igual que el Teatro Real do Paço da Ribeira, situado frente al palacio. Dentro de este, la biblioteca real que constaba de unos 70 000 volúmenes, así como de centenares de obras de arte, incluyendo pinturas de Tiziano, Rubens y Correggio, resultó destruida.
Los archivos reales desaparecieron junto con los detallados expedientes históricos que describían las exploraciones de Vasco da Gama y otros exploradores tempranos portugueses. El sismo también destruyó importantes iglesias de Lisboa, como la catedral de Santa María, las basílicas de São Paulo, Santa Catarina, São Vicente de Fora, y la iglesia de la Misericordia. El Hospital Real de Todos los Santos (el hospital público más grande de la época) fue consumido también por el fuego y centenares de pacientes murieron carbonizados. La tumba del héroe nacional Nuno Álvares Pereira se perdió también. Los visitantes de Lisboa pueden todavía caminar entre las ruinas del Convento do Carmo, que fueron preservadas para recordar a los lisboetas la destrucción causada por el temblor.

#### Reacción del Gobierno
En Portugal reinaba José I, que accedió al trono portugués a los 35 años de edad, tras la muerte de su padre, y casi de inmediato dejó el poder en manos de Sebastião José de Carvalho e Melo, hoy conocido como marqués de Pombal. Este último ocupó el puesto de primer ministro, siendo el favorito del rey, pero la aristocracia lo desdeñaba como el advenedizo hijo de un hacendado rural. Por su parte, el primer ministro sentía aversión por los viejos nobles, a los que consideraba corruptos e incapaces de tomar acciones prácticas. Antes del 1 de noviembre de 1755 había una lucha constante para conseguir el poder y el favor real, pero más tarde la respuesta competente del marqués de Pombal cercenó con eficacia el poder de las viejas facciones aristocráticas. La oposición y el resentimiento silenciosos hacia el rey José I comenzaron a manifestarse, lo que culminaría con un intento de magnicidio en la persona del rey, y la eliminación del poderoso duque de Aveiro y de la familia Távora.
Debido a un golpe de suerte, la familia real portuguesa escapó ilesa de la catástrofe que supuso el terremoto del 1 de noviembre de 1755. El rey José I y la corte habían salido de la ciudad, después de asistir a misa al amanecer, satisfaciendo el deseo de una de las hijas del rey de pasar el día de la fiesta de Todos los Santos lejos de Lisboa. Después de la catástrofe, José desarrolló un gran miedo a vivir bajo techo, y la corte fue acomodada en un enorme complejo de tiendas y pabellones en las colinas de Ajuda, entonces en las cercanías de Lisboa. La claustrofobia del rey no disminuyó nunca y, por eso, hasta después de su muerte, su hija María I no comenzó a construir el Palacio de Ajuda, que se encuentra en el sitio del viejo campo de tiendas.
Al igual que el rey, el primer ministro Carvalho e Melo, marqués de Pombal, sobrevivió al temblor. Se cuenta que respondió a quien le preguntó qué hacer: «Cuidar de los vivos, enterrar a los muertos». Con el pragmatismo que caracterizó todas sus acciones, el primer ministro comenzó inmediatamente a organizar la recuperación y la reconstrucción.
El primer ministro envió bomberos al interior de la ciudad para extinguir los incendios, y a grupos organizados para enterrar los millares de cadáveres. Había poco tiempo para disponer de los cadáveres antes de que las epidemias se extendieran. Contrariamente a la costumbre y contra los deseos de la Iglesia, muchos cadáveres fueron cargados en barcazas y tirados al mar, más allá de la boca del Tajo. Para prevenir los desórdenes en la ciudad en ruinas, y, sobre todo, para impedir los saqueos, se levantaron patíbulos en puntos elevados alrededor de la ciudad y al menos 34 saqueadores fueron ejecutados. El ejército fue movilizado para que rodeara la ciudad e impidiese que los hombres sanos huyeran, de modo que pudieran ser obligados a despejar las ruinas.
No mucho después de la crisis inicial, el primer ministro y el rey rápidamente contrataron arquitectos e ingenieros, y en menos de un año, Lisboa estaba ya libre de escombros y comenzando la reconstrucción. El rey estaba ansioso de tener una ciudad nueva y perfectamente ordenada. Manzanas grandes y calles rectilíneas, amplias avenidas fueron los lemas de la nueva Lisboa.
Los edificios pombalinos están entre las primeras construcciones resistentes a los terremotos en el mundo. Se construyeron pequeños modelos de madera para hacer pruebas, y los seísmos fueron simulados por las tropas que marchaban alrededor de ellos. La nueva zona céntrica de Lisboa, conocida hoy como Baixa Pombalina, es una de las atracciones turísticas más conocidas de la ciudad. Secciones de otras ciudades portuguesas, como Vila Real de Santo António en el Algarve, se reconstruyeron también siguiendo los principios pombalinos.

#### El nacimiento de la sismología
El terremoto de 1755 contribuyó enormemente en el nacimiento de la sismología moderna, al haberse convocado un equipo importante de científicos y especialistas en torno al evento; sobre todo gracias al marqués de Pombal. Su respuesta no se limitó a los aspectos prácticos de la reconstrucción. El marqués ordenó que una detallada encuesta fuese enviada a todas las parroquias del país con respecto al terremoto y a sus efectos. Las preguntas incluyeron:
1. ¿Cuánto tiempo duró el terremoto?
2. ¿Cuántas réplicas se sintieron?
3. ¿Qué daños fueron causados?
4. ¿Se comportaron los animales de modo extraño? (esta pregunta se adelantó a los estudios de sismología chinos durante la década de 1960)
5. ¿Qué sucedió en los pozos y albercas?

Las respuestas a estas preguntas y otras todavía se encuentran archivadas en la Torre de Tombo, el archivo histórico nacional. Estudiando y comparando los informes de los sacerdotes, los científicos modernos pudieron reconstruir el acontecimiento desde una perspectiva científica. El marqués es considerado el precursor de la sismología occidental moderna, ya que fue el primero que trató de conseguir una descripción científica objetiva de las variadas causas y consecuencias de un terremoto.
La hipótesis más aceptada es que el epicentro se situó en la zona de fractura Azores-Gibraltar, al norte del banco Gorringe. Esta zona de fractura, que representa la frontera entre la placa africana y la euroasiática, tiene forma de escalón fracturado a causa de los efectos compresivos que sufre. Analizando los testimonios contemporáneos recogidos por el marqués —especialmente los referidos a los tres maremotos que sufrió la ciudad— se puede concluir que una superficie del fondo marino equivalente a un círculo de 300 km de radio bajó unos 30 m durante el terremoto a causa de la subsidencia de la parte inferior del escalón.

### En España

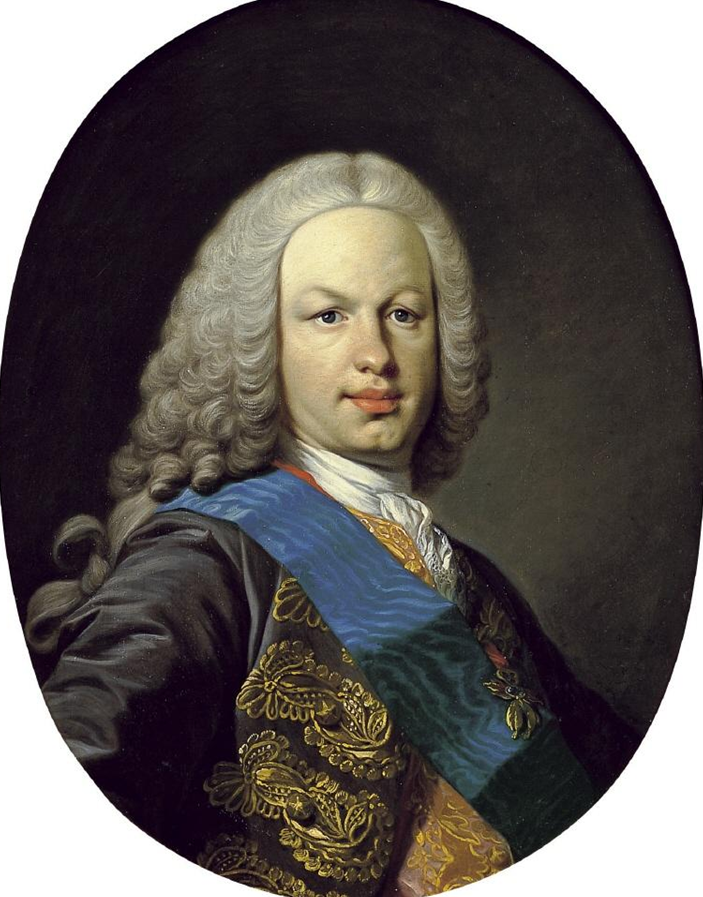
El rey Fernando VI.

En España, el rey Fernando VI, ante la magnitud del fenómeno y por haberlo vivido en primera persona, una semana más tarde del triste suceso ordenó al gobernador del Supremo Consejo de Castilla la preparación de un informe sobre el terremoto. Para realizar la encuesta se elaboró un cuestionario de ocho preguntas dirigido a las personas de «mayor razón» de las capitales y pueblos de cierta importancia, para que contestaran lo más rápido posible y con sus respuestas tener una idea más acertada de la incidencia del terremoto en el reino.
Las preguntas eran las siguientes:
1. ¿Se sintió el terremoto?
2. ¿A qué hora?
3. ¿Cuánto tiempo duró?
4. ¿Qué movimientos se observaron en los suelos, paredes, edificios, fuentes y ríos?
5. ¿Qué ruinas o perjuicios se han ocasionado en las fábricas?
6. ¿Han resultado muertas o heridas personas o animales?
7. ¿Ocurrió otra cosa notable?
8. Antes de él, ¿hubo señales que lo anunciasen?

Se recibieron respuestas de 1273 localidades, advirtiéndose en algunas de ellas carencias importantes de información, exageraciones o imprecisiones. Toda esta documentación se guarda en el Archivo Histórico Nacional.
Es difícil estimar las pérdidas personales producidas por este movimiento telúrico en el territorio español, algunas fuentes hablan de en torno a las 5300 víctimas, y de unas pérdidas materiales valoradas en 53 157 936 reales de vellón. Sobre este aspecto, algunas de las noticias conocidas son:
- Andalucía:

- Las costas de la provincia de Huelva fueron afectadas gravemente por el maremoto posterior. En Ayamonte murieron 1000 personas; en Lepe se produjeron 400 muertes, además de la destrucción del 81 % de su flota pesquera.
- En la Ciudad de Huelva, los daños que se produjeron fueron numerosos. El castillo de San Pedro, ubicado en lo alto de uno de los cabezos de la ciudad, cayó en picado. Las murallas prerromanas que rodeaban esa zona también quedaron sumidas ante la magnitud del terremoto. Parte de los cabezos de Huelva, como es el Cabezo del Conquero, provocó desprendimientos de tierra que sepultaron las viviendas de los habitantes que vivían en las laderas del mismo.
- En Cádiz el maremoto alcanzó los 20 metros de altura, frente a los cinco metros que alcanzó en Lisboa. Para poder comparar, en Madeira el mar subió cuatro metros, en Oporto un metro y en Ceuta, Cornualles y Gibraltar el mar subió dos metros. A pesar de ello, las altísimas murallas que rodean a la ciudad, aunque sufrieron graves daños, protegieron a gran parte de la población. De máxima importancia fue la orden dada por el gobernador de cerrar las Puertas de Tierra, para evitar que entrara la ola, evitando así las muertes y destrucción. Con todo, no se pudo evitar que las altas olas rompieran las murallas portuarias y que el mar invadiera el Barrio de la Viña tres veces, falleciendo quince personas ahogadas. No tuvieron la misma suerte los asentamientos al exterior de las Puertas de Tierra de la ciudad de Cádiz, los pueblos de la bahía de Cádiz y el resto de la costa atlántica gaditana que quedaron todos destruidos en su mayoría. Así, Conil de la Frontera se vio afectado con la destrucción parcial de la Torre de Castilnovo, y en Chiclana, Sanlúcar de Barrameda, Rota, El Puerto de Santa María y Jerez de la Frontera hubo cuantiosas víctimas y desperfectos.
- En la provincia de Jaén, se produjeron daños en las torres de la catedral de la capital. Estas se agrietaron y la estabilidad del edificio se vio comprometida, lo que obligó a la construcción de la iglesia del Sagrario en 1761 para darle estabilidad a la catedral. También hay constancia de los daños ocasionados en otras localidades de la provincia, como los producidos en el castillo de Alcaudete que, aún habitado en aquella época, tuvo que ser abandonado por los destrozos. En Baeza se derrumbó parte de una pared de la Catedral (por la zona de la Puerta de la Luna), sufriendo igualmente daños la torre del convento de la Merced, el coro del de los Padres Trinitarios Descalzos, una esquina de la torre de Nuestra Señora de la Alcázar, y se agrietó la bóveda de la Capilla Benavides del convento de San Francisco, que hubo de ser desmontada para su reparación (quedando esta intervención sin finalizar debido a la Invasión Napoleónica). Por su parte, en Úbeda se cayeron algunas piedras de la Iglesia de Santa María de los Reales Alcázares y de la Capilla del Salvador, sufriendo especialmente daños el convento de San Juan de Dios y la iglesia de San Juan (cayendo gran parte de la torre sobre los tejados)
- En Sevilla afectó a gran parte del caserío de la ciudad. Según las crónicas de la época, se hundieron unas trescientas casas y causó daños en otras cinco mil. A pesar de todo parece ser que solo causó nueve muertes en la ciudad. La Giralda sufrió pocos daños, solo la caída de algunos remates y adornos; pero las campanas tocaron solas con la fuerza del movimiento de tierra. La fantasía popular dijo ver a las santas patronas de la ciudad, Justa y Rufina, sosteniendo a la torre en el aire para que no sufriera. Desde entonces se suele decir que se las representa en la iconografía sevillana de esta manera, sin embargo esto no es exacto, ya que las santas aparecen sosteniendo la Giralda en cuadros muy anteriores, como el de Miguel de Esquivel. Esto se debe a que la historia de Santa Justa y Rufina sosteniendo la Giralda se remonta al terremoto de Carmona de 1504. En la catedral se desprendieron los remates y barandas de las azoteas, cayendo unos a la calle y otros hacia las cubiertas, con lo que el interior se llenó de polvo, cayendo algunas esquirlas de las bóvedas, causando el pánico en los que asistían a la misa del día de los Difuntos. Como dice la inscripción, se interrumpió la celebración, que se concluyó una vez terminado el seísmo en el lugar donde más adelante se levantaría el Triunfo, monumento que da nombre a la plaza. También la Torre del Oro sufrió tales desperfectos que se llegó a proponer que fuera derribada.
- En Écija, causó importantes daños en varias de sus doce torres y sus templos.
- En Utrera, la torre de la iglesia de Santa María de la Mesa quedó totalmente destruida por las vibraciones del seísmo.
- En Córdoba: El 1 de noviembre de 1755, casi a las 10 de mañana, se produjo el terremoto de Lisboa, que en Córdoba no hubo que lamentar daños personales. Tan solo una niña resultó herida al caérsele encima una imagen de Santa Inés, del convento del mismo nombre. Respecto a los daños materiales, los barrios más afectados fueron el de Santa Marina y San Lorenzo, si bien se da noticia de que apenas quedó casa o templo que no mostrara señales del terremoto. En los citados barrios, las torres de ambas iglesias quedaron seriamente dañadas a tal punto que ordenó el corregidor el desalojo de las casas que estaban en los alrededores, prohibiendo incluso la circulación de carros. En la Catedral algunos muros se resquebrajaron y los cuerpos superiores quedaron tan afectados que se ordenó su demolición para evitar que un desplome pudiera causar un accidente. Del convento de San Francisco se desprendió el altar y la capilla mayor. Uno de los muros del Colegio de Santa Catalina se resquebrajó, cayendo algunos sillares de las paredes. Otros edificios afectados fueron el Conventos de los Terceros, el del Corpus o las Casas del Ayuntamiento.
- En la ciudad de Cabra derribó parte de su muralla (actualmente puede verse una torre truncada) y parte de la torre del campanario de la Iglesia de la Asunción y Ángeles.
- En la ciudad de Aguilar de la Frontera derribó una torre circular del castillo.
- En Palma del Río, la Iglesia de la Asunción sufrió el agrietamiento de cuatro arcos de su nave principal.

- Extremadura:

- En Coria (Cáceres), el terremoto derrumbó la cubierta de la catedral, sepultando a numerosos fieles que se hallaban congregados en misa en aquel momento.
- En Plasencia, el terremoto causó la destrucción de las vidrieras policromadas góticas de las Catedral Nueva de Plasencia, daños en la torre sur del Palacio de los Monroy (causa de su posterior demolición en 1913) y una grieta todavía visible en el rosetón de la iglesia de San Nicolás.

- Reino de León:

- La torre oeste de la catedral de Astorga (León) sufrió importantes daños y por ello no pudo ser finalizada hasta 1965.
- En Salamanca sufrieron importantes daños muchos de sus edificios. Entre ellos, la catedral nueva, en la que fueron de tal magnitud que se consideró la posibilidad de derribar su torre ante el peligro de desplome, y se tuvo que desmantelar la cúpula del cimborrio de la misma catedral para volverla a levantar posteriormente. Sufrió también el claustro de la catedral vieja, el Colegio Viejo, que hubo que derruir, el palacio del obispo y especialmente la linterna de la cúpula de la iglesia de la Clerecía, que hoy todavía puede verse seriamente inclinada desde el Patio de Escuelas. La inclinación de la torre de la catedral se palió con el levantamiento de un talud en la cara oeste, que todavía subsiste. Por suerte, no se produjeron en dicha ciudad víctimas fatales. En agradecimiento por la milagrosa salvación del edificio catedralicio, al mediodía de cada 31 de octubre el Mariquelo escala la torre hasta la esfera armilar, llamada La Bola, que la corona.
- De la provincia de Zamora hay información directa de cinco localidades: Alcañices, Benavente, Puebla de Sanabria, Toro y Zamora, e indirecta de Pedralba de la Pradería, Rábano de Aliste, Ribadelago, San Ciprián, San Martín de Castañeda, Vigo y Villalpando.

- El informe de Alcañices fue remitido por el alcalde mayor y en él da cuenta que no se habían producido víctimas ni daños materiales. Como fenómeno extraño, la fuente de Rábano de Aliste que rompió con agua de color de barro, después la despedía de color ceniza. También se habían visto la noche anterior señales en el cielo sin especificar nada más.
- El alcalde mayor de Benavente informó que sobre las 9:45 de la mañana del día uno sobrevino el terremoto que duró de siete a ocho minutos, se «vieron mover todas las habitaciones» y no hubo desgracias en personas ni edificios. Los ríos Esla y Órbigo se salieron de madre cosa de 12 varas y al mediodía se volvió a repetir el temblor por unos dos minutos. Como no podía ser menos por parte del cabildo eclesiástico y del ayuntamiento se hicieron rogativas públicas.
- El gobernador de Puebla de Sanabria informó que el terremoto se había producido a las 10 de la mañana con una duración de cuatro minutos, sacó las aguas del Tera más de dos varas y derribó el retablo mayor de la iglesia parroquial de Pedralba de la Pradería. A las diez y cuarto se padeció otro temblor más débil y a las nueve de la noche otro parecido en intensidad al primero. El día 15 del mismo mes se había producido otro temblor entre la una y las dos de la madrugada; otro el día 27 a las seis de la mañana y el último el día 29 a las siete de la noche. De extraordinario calificó el gobernador que a pesar del «tiempo muy templado» que hacía, los días 17 y 18 de octubre cayeran sendas nevadas de dos varas que acabaron con árboles y frutos y ocasionaron mucho más daño que el terremoto.
- El intendente de Toro apenas remitió información alguna.
- El intendente de Zamora informó el 15 de noviembre que se produjo el terremoto a las diez de la mañana con una duración de seis a siete minutos en los que se movieron los edificios y se alteraron los ánimos de la gente que atropelladamente salió a las calles huyendo de lo que parecía una ruina inminente, a pesar de todo «ni aun lo leve de una tapia se vio caer». También se vieron alteradas las aguas del río Duero. A las 10 de la noche se volvió a repetir otro temblor aunque de una manera más tenue. Como signos premonitorios, un centinela de la plaza observó al amanecer de ese día una línea encendida que se fue desvaneciendo y los religiosos del convento de San Francisco vieron fuego sobre unos molinos cercanos. Además, conocemos el testimonio escrito de don Pedro Losada de Baños, escribano público de la capital zamorana que dejó anotadas en su notaría las impresiones que le produjo dicho fenómeno. No es ciertamente exhaustivo pero es un documento de primera mano, vivido por el propio autor. Según dicho notario, el movimiento se produjo a las 10 de la mañana y duró lo que suelen durar dos credos (dos otres minutos). Aunque varios edificios sufrieron su empuje no hubo que lamentar «desgracias ni quiebra alguna». Fernández Duro tampoco dedicó mucho espacio en sus Memorias Históricas al terremoto, solamente alude a pequeños daños en algunos edificios: la torre de San Ildefonso quedó ladeada, se resintieron una pared del consistorio y la torre de la casa del marqués de Castronuevo y otros pequeños daños que no cita. En agradecimiento el pueblo organizó dos fiestas solemnes celebradas en la catedral y en San Ildefonso aunque no pudieron sacar en procesión los cuerpos de los santos por el elevado presupuesto (30 000 reales) que presentó la cofradía.

Poco más conocemos de los efectos del terremoto en la provincia de Zamora, sabemos que dañó de importancia al templo parroquial de Torregamones ocasionando desperfectos importantes. El propio concejo decidió tomar cartas en el asunto y en reunión mantenida a la salida de la misa del pueblo acordó proveer lo necesario para los reparos de la iglesia pues según los vecinos, estaba «sentida con el motivo de los continuados terremotos universales que se han experimentado». Muchas de las obras que se hicieron en las iglesias parroquiales en los años inmediatamente posteriores al terremoto pudieron deberse a los daños ocasionados por el seísmo. Sin duda alguna, de la consulta de los archivos parroquiales podemos obtener información directa o indirecta de las consecuencias materiales que tuvo el célebre terremoto en los edificios religiosos de nuestra provincia.
- Castilla la Vieja:

- En Palencia, la torre de la iglesia de San Miguel tuvo que ser protegida, ya que casi se desploma. En el municipio de Torremormojón afectó a la estructura del castillo, conocido como la Estrella de Campos, lo que pudo ser una de las causas de su posterior derrumbamiento.
- En Valladolid, la torre de la catedral sufrió graves daños, derrumbándose en 1841.

- Castilla la Nueva:

- En Los Navalucillos (Toledo) la primitiva torre mudéjar de su iglesia sufrió importantes daños, tan graves, que tuvo que ser demolida posteriormente.
- En Aldea del Rey (Ciudad Real), el castillo de Calatrava la Nueva fue seriamente dañado, quedando destruidas las vidrieras del rosetón de la iglesia. Esta fue la causa de que finalmente fuera abandonado en 1802 por las malas condiciones en las que quedó el edificio.
- En Almagro (Ciudad Real), la antigua iglesia de San Bartolomé, situada en el extremo oeste de la Plaza Mayor, fue gravemente dañada por lo que finalmente se demolió en el siglo XIX.
- En Viso del Marqués (Ciudad Real), el Palacio renacentista del marqués de Santa Cruz perdió sus cuatro torres.
- El 4 de noviembre de 1755, La Gaceta, semanario de Madrid, de ocho páginas y de información general, se refirió a un temblor de tierra en San Lorenzo de El Escorial que llevó a los reyes a trasladarse al palacio del Buen Retiro, a pesar de que a esa misma hora el terremoto también se había sentido en Madrid capital por un espacio de ocho minutos, sin que el hecho transcendiera aparentemente más allá de lo transcrito por el periódico.

- Cataluña:

- Posiblemente, a causa del terremoto, se abrió una grieta cerca de la montaña de Montserrat donde se halló agua termal, del cual dio paso al futuro balneario de la Puda de Montserrat en el Bajo Llobregat (Barcelona).

- Canarias

- Diversos estudios aseguran que el terremoto de Lisboa pudo haber estado detrás de la aparición de la Dunas de Maspalomas. Anteriormente, no existe ningún registro histórico que dé cuenta de este paisaje en Gran Canaria.
- Una ola de grandes dimensiones pudo afectar a Lanzarote, Fuerteventura y Gran Canaria. En aquella última isla existe el testimonio de la inundación de la Ermita de la Luz. Según recoge Ricardo Wal: "se vio entrar el mar e inundar la ermita que allí había de Nuestra Señora de la Luz, y habiéndose retirado como un tiro de pistola dentro de su antiguo límite, descubrió el casco de un navío, de cuyo naufragio no hay memoria, y dejó la ermita llena de pescado".

### En Marruecos
Impactó de manera fuerte a lo largo de la línea costera, ocasionando la muerte a 10 000 personas aproximadamente. El terremoto y el tsunami alteraron la configuración del estuario del Bu Regreg lo que inutilizó el puerto de Salé, hasta entonces importante centro de piratería y principal puerto de Marruecos en el Atlántico. Esto llevaría a la construcción de Esauira.
Los restos de la ciudad romana de Volubilis quedaron destruidos por el terremoto de Mequinez de 1755, que sucedió el 27 de noviembre de ese año. Aunque este terremoto no se considera una réplica del terremoto de Lisboa del 1 de noviembre, puede haber sido un ejemplo de terremoto desencadenado debido a la transferencia de tensiones.

### En el resto del mundo
Las ondas sísmicas causadas por el terremoto fueron sentidas a través de Europa hasta Finlandia y en África del Norte. Maremotos de hasta 20 m de altura barrieron la costa del Norte de África y golpearon las islas de Antigua, Martinica y Barbados al otro lado del Atlántico. Un maremoto de 3 m golpeó también la costa meridional inglesa.

## Implicaciones sociales y filosóficas

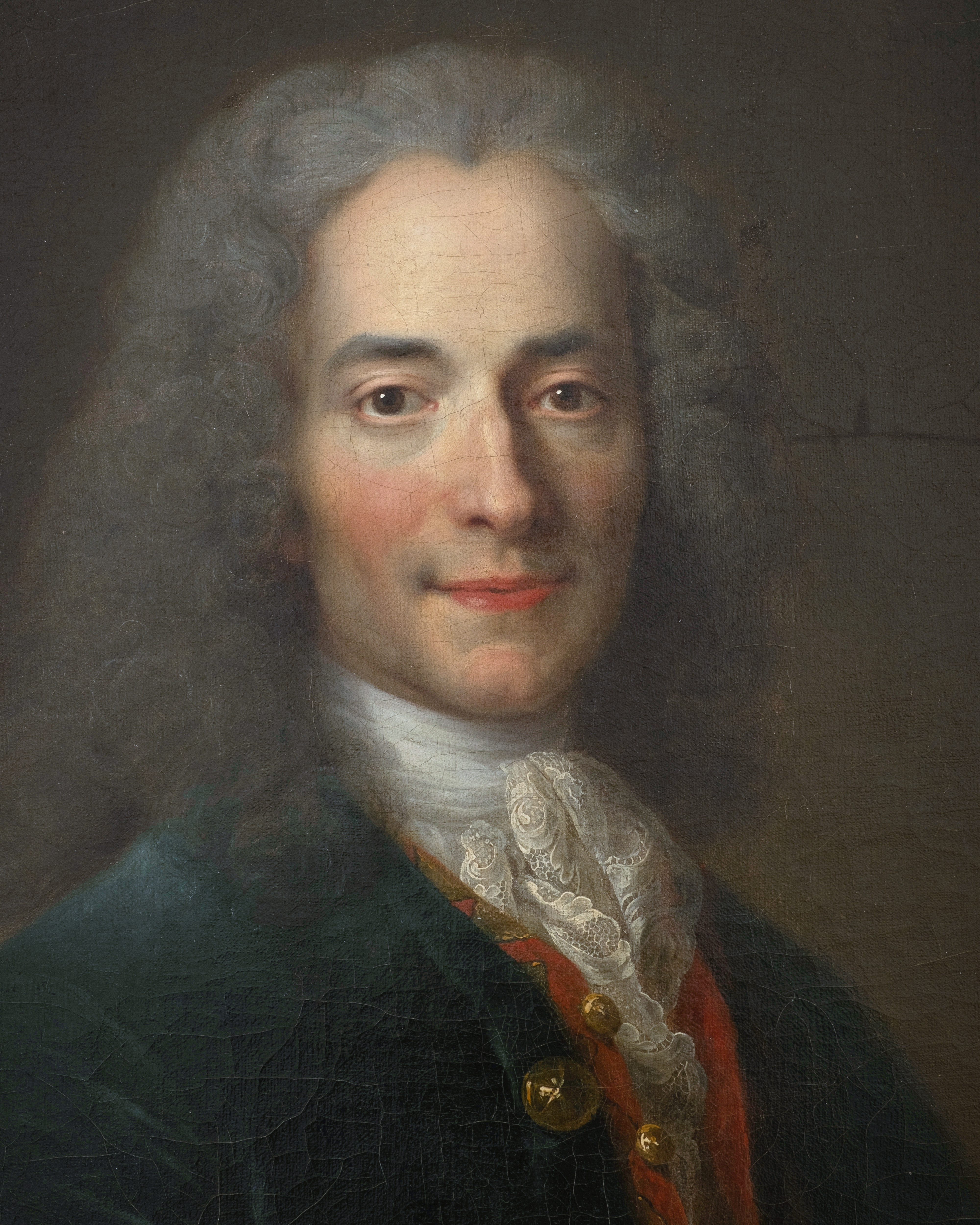
Voltaire.

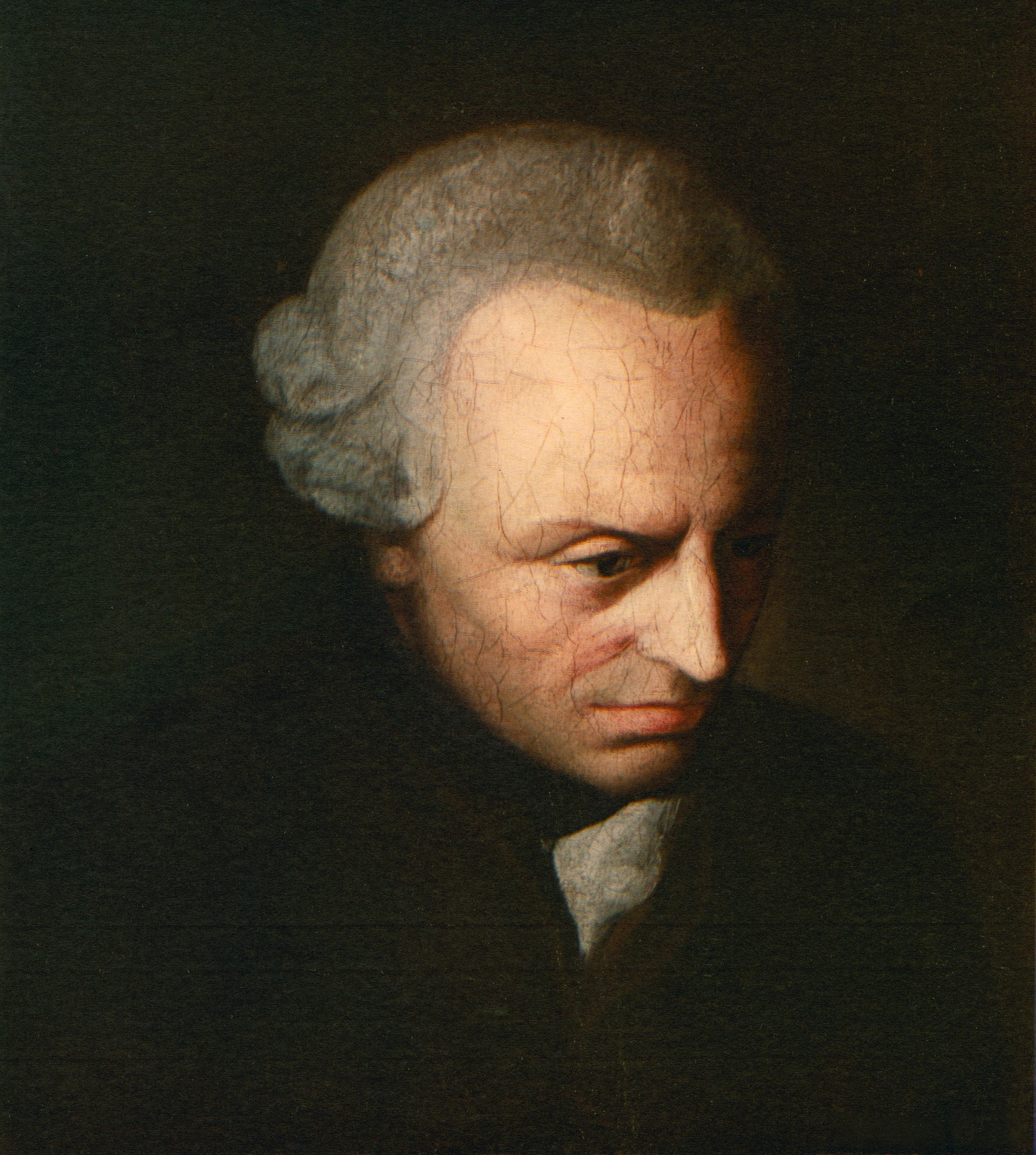
Inmanuel Kant

El terremoto sacudió mucho más que ciudades y edificios. Lisboa era la capital de un país devotamente católico, con una larga historia de inversiones en la Iglesia y la evangelización de las colonias. Más aún, la catástrofe tuvo lugar un día de fiesta católico, cuando la gente estaba en las iglesias, y destruyó prácticamente casi todos los templos importantes, matando a la gente que estaba en ellos. Para la teología y filosofía del siglo XVIII, esta manifestación de la cólera de Dios era difícil de explicar.
El terremoto influyó profundamente en muchos pensadores de la Ilustración europea. Muchos filósofos contemporáneos mencionaron o hicieron referencia al seísmo en sus escritos, notablemente Voltaire en Cándido y en su Poème sur le désastre de Lisbonne (Poema sobre el desastre de Lisboa).
El carácter arbitrario de la supervivencia fue probablemente lo que más marcó a Voltaire, llevándolo a satirizar la idea, defendida por autores como Gottfried Wilhelm Leibniz o Alexander Pope, de que «este es el mejor de los mundos posibles». Como escribió Theodor Adorno, «el terremoto de Lisboa fue suficiente para curar a Voltaire de la teodicea de Leibniz». A finales del siglo XX, siguiendo a Adorno, el movimiento telúrico de 1755 ha sido presentado a veces como análogo al Holocausto, en el sentido de que tan enorme catástrofe tuvo un impacto transformador en la cultura y la filosofía europeas. El concepto de lo sublime, aunque existía antes de 1755, fue desarrollado en filosofía y elevado a su más alta expresión por Immanuel Kant, en parte como resultado de sus intentos para comprender la enormidad del seísmo y del maremoto de Lisboa. Kant publicó tres textos separados sobre el terremoto de Lisboa. El joven Kant, fascinado con el seísmo, recogió toda la información disponible en gacetillas de noticias y la usó para formular una teoría sobre las causas de terremotos. Su teoría, que implicaba cambiar de sitio enormes cavernas subterráneas llenas de gases calientes, fue (aunque errónea en última instancia) una de las primeras tentativas sistemáticas modernas para explicar los terremotos mediante causas naturales, antes que sobrenaturales. Según Walter Benjamin, el delgado libro elaborado por un joven Kant sobre el terremoto «representa probablemente el principio de la geografía científica en Alemania. Y ciertamente el comienzo de la sismología».
Por otra parte, Werner Hamacher (un pensador posmoderno, entusiasta de Hegel) ha afirmado que las consecuencias del seísmo penetraron en el vocabulario de la filosofía, haciendo inestable e incierta la común metáfora que establecía firmes bases sobre la tierra en las discusiones de los filósofos: «Bajo la impresión ejercida por el terremoto de Lisboa, que tocó la mentalidad europea en una [de] sus épocas más delicadas, la metáfora del suelo y el temblor perdió totalmente su aparente inocencia; ya no se usaron más como figuras del discurso» (263). Hamacher afirma que la certeza fundacional de la filosofía de Descartes comenzó a convulsionarse como consecuencia del terremoto de Lisboa.
La escritora estadounidense Elena G. de White, una de las fundadoras de la Iglesia Adventista del Séptimo Día, afirmó que este terremoto corresponde al cumplimiento de algunas profecías bíblicas (Apocalipsis 6:12 y Marcos 13:24-26): «En cumplimiento de esta profecía, en 1755 se sintió el más espantoso terremoto que se haya registrado. Aunque generalmente se lo llama el terremoto de Lisboa, se extendió por la mayor parte de Europa, África y América. Se sintió en Groenlandia en las Antillas, en la isla de Madera, en Noruega, en Suecia, en Gran Bretaña e Irlanda. Abarcó por lo menos diez millones de kilómetros cuadrados».

## En cultura popular
En el videojuego Assassin's Creed: Rogue, el terremoto de Lisboa de 1755 es un evento crucial que se presenta al jugador de manera dramática y envolvente, este terremoto es recreado en el juego con gran detalle. 
En la trama del juego, el terremoto es causado por la perturbación de un mecanismo en un Templo Sísmico situado bajo el Convento do Carmo. Este evento es desencadenado por el protagonista, Shay Cormac, un Assassin que, tras este suceso, comienza a cuestionar las acciones de su orden. La representación del terremoto en el juego no solo añade un elemento de acción y peligro, sino que también refleja las consecuencias devastadoras de este desastre histórico.